# Woodcliff Lake
Woodcliff Lake ist eine Stadt im Bergen County, New Jersey, USA. Das U.S. Census Bureau hat bei der Volkszählung 2020 eine Einwohnerzahl von 6.128 ermittelt.
In Woodcliff Lake befindet sich die USA-Zentrale von BMW.

## Geographie
Die geographischen Koordinaten der Stadt sind 41°1'24" nördliche Breite und 74°3'31" westliche Länge.
Nach den Angaben des United States Census Bureaus hat die Stadt eine Gesamtfläche von 9,2 km2, wovon 8,6 km2 Land und 0,5 km2 (5,93 %) Wasser ist.
Woodcliff Lake grenzt (im Uhrzeigersinn) an Park Ridge, Hillsdale, Saddle River, Upper Saddle River und Montvale.

## Geschichte
Der National Park Service weist für Woodcliff Lake fünf Häuser im National Register of Historic Places (NRHP) aus (Stand 24. Dezember 2018), darunter das Peter P. Post House.

## Demographie
Nach der Volkszählung von 2000 gibt es 5.745 Menschen, 1.824 Haushalte und 1.605 Familien in der Stadt. Die Bevölkerungsdichte beträgt 666,1 Einwohner pro km2. 93,84 % der Bevölkerung sind Weiße, 0,87 % Afroamerikaner, 0,03 % amerikanische Ureinwohner, 4,47 % Asiaten, 0,00 % pazifische Insulaner, 0,19 % anderer Herkunft und 0,59 % Mischlinge. 2,33 % sind Latinos unterschiedlicher Abstammung.
Von den 1.824 Haushalten haben 47,4 % Kinder unter 18 Jahre. 80,2 % davon sind verheiratete, zusammenlebende Paare, 6,6 % sind alleinerziehende Mütter, 12,0 % sind keine Familien, 10,6 % bestehen aus Singlehaushalten und in 6,1 % Menschen sind älter als 65. Die Durchschnittshaushaltsgröße beträgt 3,08, die Durchschnittsfamiliengröße 3,31.
29,9 % der Bevölkerung sind unter 18 Jahre alt, 4,5 % zwischen 18 und 24, 24,4 % zwischen 25 und 44, 27,8 % zwischen 45 und 64, 13,4 % älter als 65. Das Durchschnittsalter beträgt 41 Jahre. Das Verhältnis Frauen zu Männer beträgt 100:92,3, für Menschen älter als 18 Jahre beträgt das Verhältnis 100:88,1.
Das jährliche Durchschnittseinkommen der Haushalte beträgt 123.022 USD, das Durchschnittseinkommen der Familien 133.925 USD. Männer haben ein Durchschnittseinkommen von 90.000 USD, Frauen 45.150 USD. Der Prokopfeinkommen der Stadt beträgt 53.461 USD. 1,5 % der Bevölkerung und 0,9 % der Familien leben unterhalb der Armutsgrenze, davon sind 1,4 % Kinder oder Jugendliche jünger als 18 Jahre und 2,3 % der Menschen sind älter als 65.

## Persönlichkeiten
- Natalie Jane (* 2004), Popsängerin